# 刘思明
刘思明（1954年—）。2009年6月到2015年1月间担任中国棋院院长。
刘思明原为中学教师，1984年起历任《围棋天地》月刊记者、编辑、编辑部主任、副主编、主编，《新体育》杂志社副总编辑，2000年任中国体育报业总社副社长，2006年12月任国家体育总局棋牌运动管理中心主任。